# SF Succé
SF Succé var en filmkanal som startades 1 december 1989. Kanalen ägdes gemensamt av Warner Bros., Canal Plus, Svensk Filmindustri och Tidnings AB Marieberg. Kanalen visade filmer från SF och Warner Bros. Kanalen köptes upp helt av TV1000 1991 och slogs ihop den 1 september 1991. Då hette den nya kanalen TV1000 - Succékanalen.